# چندرو داگ
چندرو داگ (به انگلیسی: Chindro Dag) یک شهرک در پاکستان است که در شهرستان چهارسده واقع شده‌است.